# أندي لوتشهيد
أندي لوتشهيد (بالإنجليزية: Andy Lochhead)‏ هو لاعب كرة قدم بريطاني في مركز الهجوم، ولد في 9 مارس 1941 في ميلنغافي في المملكة المتحدة. شارك مع منتخب اسكتلندا تحت 21 سنة لكرة القدم. أما مع النوادي، فقد لعب مع أستون فيلا وأولدهام أثلتيك وليستر سيتي ونادي بيرنلي.